# Albert Oskar Snellman
Albert Oskar Snellman, född 24 juni 1844 i Uleåborg, död 1 maj 1894 i Kristinestad, var en finländsk företagsledare. Han var son till Johan Wilhelm G:son Snellman
Under Snellmans ledning utvecklades faderns gamla handelshus småningom till ett industri- och exportföretag inom trävarubranschen och blev norra Finlands största skogsindustriföretag  År 1893 grundade han även trävaruaktiebolaget Kemi.